# トール

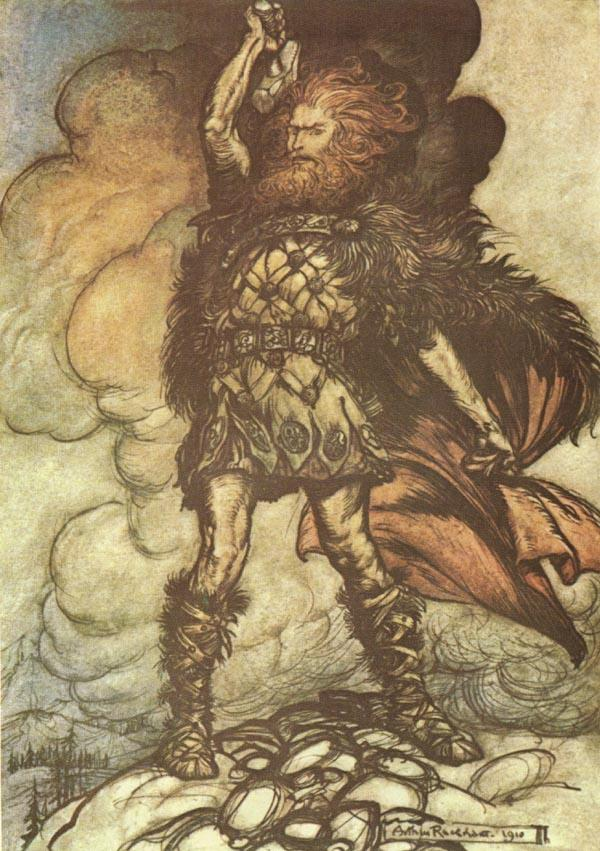
アーサー・ラッカムが描いた、ワーグナーの歌劇に登場するドンナー。

トールとは、北欧神話に登場する神である。神話の中でも主要な神の1柱であり、神々の敵である巨人と対決する戦神として活躍する。考古学的史料などから、雷神または農耕神として、北欧を含むゲルマン地域で広く信仰されたと推定され、本来はオーディン以上の最高位にいた主神である。
アーサソール（アースたちのソール）や、オクソール（車を駆るソール）とも呼ばれる。

## 名称
北欧神話の原典に主に用いられている古ノルド語での表記は Þórr （再建音: [θoːrː], 推定音に近い日本語表記はソール）であり、トールという日本語表記は英語化・ドイツ語化の過程で þ を t で代用した形 Tor や、現代の正書法では þ を用いないノルウェー語・スウェーデン語での表記 Tor などに由来するカナ転写表記である。北欧神話が日本に紹介された初期の書籍でこの表記が用いられていたことから広まった。
英語などで一般的な、þ を th に置き換えた形 Thor の英語読みに由来するソー、ソアの表記も見られる。例えばトールを主人公としたアメリカン・コミックス『マイティ・ソー (The Mighty Thor) 』など。またドイルのホームズシリーズ『ソア橋 (The Problem of Thor Bridge) 』には「トール橋」の日本語題もある。
トールは北欧神話のみならず、ゲルマン人の信仰に広く見られる神であり、古英語の文献に見られる Þunor や古高ドイツ語での Donar もトールを指すとみなされている。時代を下ったドイツの民話ではドンナー (Donner) の名で現れ、19世紀の作曲家リヒャルト・ワーグナーの楽劇『ラインの黄金』でもこの名称が使用されている。これらの語はいずれもゲルマン祖語の *þunraz まで遡ることができると考えられており、その意味は「雷」と推定されている。
同じく北欧神話に登場するテュール (Týr) やソール (Sól) とは、それぞれ別の神である。

## 概要

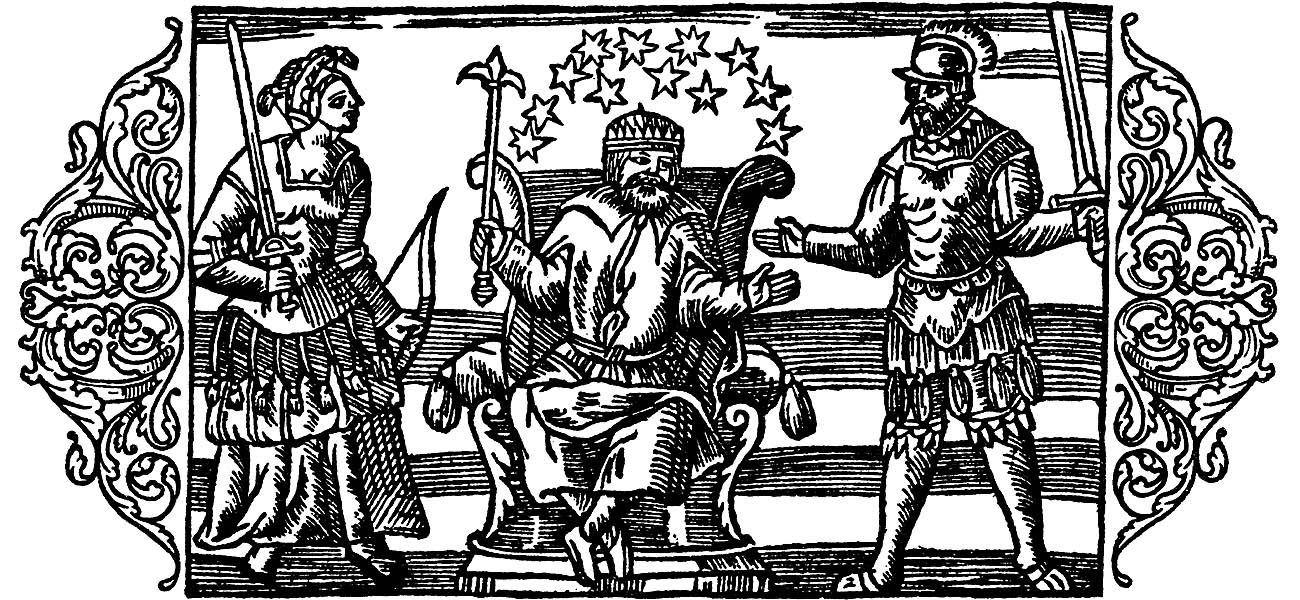
左から、フリッグ、トール、オーディン。（オラウス・マグヌス、16世紀）

北欧神話に登場するアース神族の1柱。雷霆神にして最強の戦神。農民階級に信仰された神であり、元来はオーディン以上に地位のある最高神である。
スウェーデンにかつて存在していたウプサラの神殿には、トール、オーディン、フレイの3柱の像があり、トールの神像は最も大きく、真ん中に置かれていたとされている。
後に、本来詩人の神であったオーディンを信奉する詩人が、神話を伝承するうちに次第にオーディンに主神の地位を与えたとされる研究がある。
北欧だけではなくゲルマン全域で信仰され、地名や男性名に多く痕跡を残す。また、木曜日を意味する英語 Thursday やドイツ語 Donnerstag などはトールと同一語源である。
木曜日または木星の神であることから、ギリシア神話のゼウス、ローマ神話のユーピテル、バビロニア神話のマルドゥク、イラン神話のアフラ・マズダーと同一視される。
外見は燃えるような目と赤髪を持つ、赤髭の大男。
砥石（他の文献では火打石の欠けら）が頭に入っているため、性格は豪胆あるいは乱暴。武勇を重んじる好漢であるが、その反面、少々単純で激昂しやすく、何かにつけてミョルニルを使いながら脅しに出る性向がある。しかし、怯える弱者に対して怒りを長く持続させることはない。途方もない大食漢。
武器は稲妻を象徴するミョルニルといわれる柄の短い槌。
雷、天候、農耕などを司り、その力はアース神族を含めた全ての神々を合わせたものより強いとされる。フルングニル、スリュム、ゲイルロズといった霜の巨人たちを打ち殺し、神々と人間を巨人から守る要となっており、エッダにも彼の武勇は数多く語られている。

## 家族
父にオーディン。母にヨルズ。妻にシヴ、ヤールンサクサ。息子にモージとマグニ、娘にスルーズ、シヴの連れ子のウル。

## 財産
タングリスニとタングニョースト
トールの戦車を牽く2頭のヤギ。トールが空腹になると彼らは食べられるが、骨と皮さえ無傷であれば、その2つから再び戦車を牽かせるために再生される。
なお、この戦車が走る際に立てる轟音が雷鳴とされている。
シャールヴィとレスクヴァ
2人の従者。
ミョルニル
「打ち砕くもの」という意味をもつ鎚。トールハンマー、ムジョルニアとも呼ばれる。敵を倒す以外に、物や人を清める作用があり、しばしばトールは結婚式や葬式で、この槌を使用している。本来はその重い槌部分に見合う長い柄が付くはずであったが、ロキの妨害のせいで柄は短いままであり、少々バランスの悪いものとなっている。
メギンギョルズ
力を倍加させる力帯。ミョルニルを振るうために必要。その名前は「力の帯」を意味する。
ヤールングレイプル
ミョルニルを握るための鉄製の籠手。その名前は「鉄の手袋」を意味する。
ビルスキルニル
トールの宮殿。スルーズヴァンガルに所在する。

## エピソード

### 古エッダ

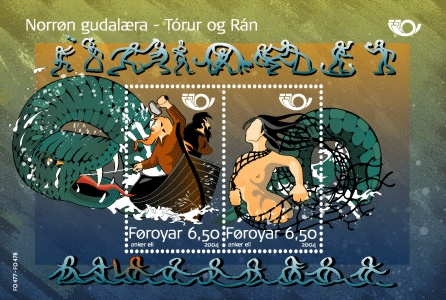
フェロー諸島で2004年に発行された切手に描かれた、トールがヨルムンガンドを釣り上げる場面（左半分）。

『古エッダ』の『巫女の予言』においては、おそらくはヴァン神族との戦争で破壊されたアースガルズの城壁をアース神族が巨人の鍛冶屋（工匠）に修理させた後、巨人への報酬にフレイヤを渡すことに怒ったトールが、誓いを破って巨人を殺すエピソードが語られる。『巫女の予言』では、ヴァン神族がアース神族の城壁を破壊する節と神々がフレイヤの譲渡を協議する節との間に欠落が見られる。シーグルズル・ノルダルは『巫女の予言 エッダ詩校訂本』（日本語訳176-178頁）にて、本来あった1-2の詩節が失われた、あるいは、詩の聞き手がここで語られるべき内容を知識として持っているから省かれた可能性を挙げ、前者を欠落の理由に挙げている。そして本来語られるべきだった内容が、『スノッリのエッダ』第一部『ギュルヴィたぶらかし』第42章での巨人による砦の建設と神々による報酬の誓いの破棄であるとする。さらにノルダルは、『ギュルヴィたぶらかし』でのアース神族は鍛冶屋の正体が巨人と判明したためトールを呼び、トールが巨人を殺害しているが、『巫女の予言』では神々は相手を巨人と知った上で約束を交わし、その上でトールが巨人を殺しただろうと推定している。
『ヒュミルの歌(Hymiskviða )』では、エーギルに酒宴の開催を依頼したところ鍋の用意を求められたため、テュールと共に彼の父ヒュミルを訪ねて巨大な鍋を入手した。その際、ヒュミルと共に海に出て、牡牛の頭を餌にヨルムンガンドを釣り上げて、ミョルニルで一撃与えたものの取り逃がしている。
『スリュムの歌(Þrymskviða )』では、ミョルニルが巨人スリュムに盗まれ、スリュムがその返還の条件にフレイヤとの結婚を要求したことから、フレイヤに変装してヨトゥンヘイムに行き、スリュムが花嫁の祝福のためにと持ち出したミョルニルを奪い取って彼と一族を全滅させている。
『ハールバルズルの唄(Hárbarðsljóð )』では、ハールバルズル（ハールバルズ）という偽名を名乗って川の渡し守をしていたオーディンとの口論が語られている。
アース神族がことごとくロキにこき下ろされる『ロキの口論』では、トールは最初はその場にいなかったが、やがて会場に行き、ロキを激しく咎めて退散させた。
『アルヴィースの言葉』においては、娘のスルーズがドワーフのアルヴィースに結婚させられそうになると、トールはアルヴィースに朝まで次々に質問を出して答えさせ、朝の光を浴びせて石にした。
ラグナロクにおいては大蛇（ヨルムンガンド）に致命傷を与えるが、そのあと「9歩退く」。これは一般に「大蛇の毒を受けたために9歩下がった後に死んだ」と解釈される。

### スノッリのエッダ

#### ギュルヴィたぶらかし

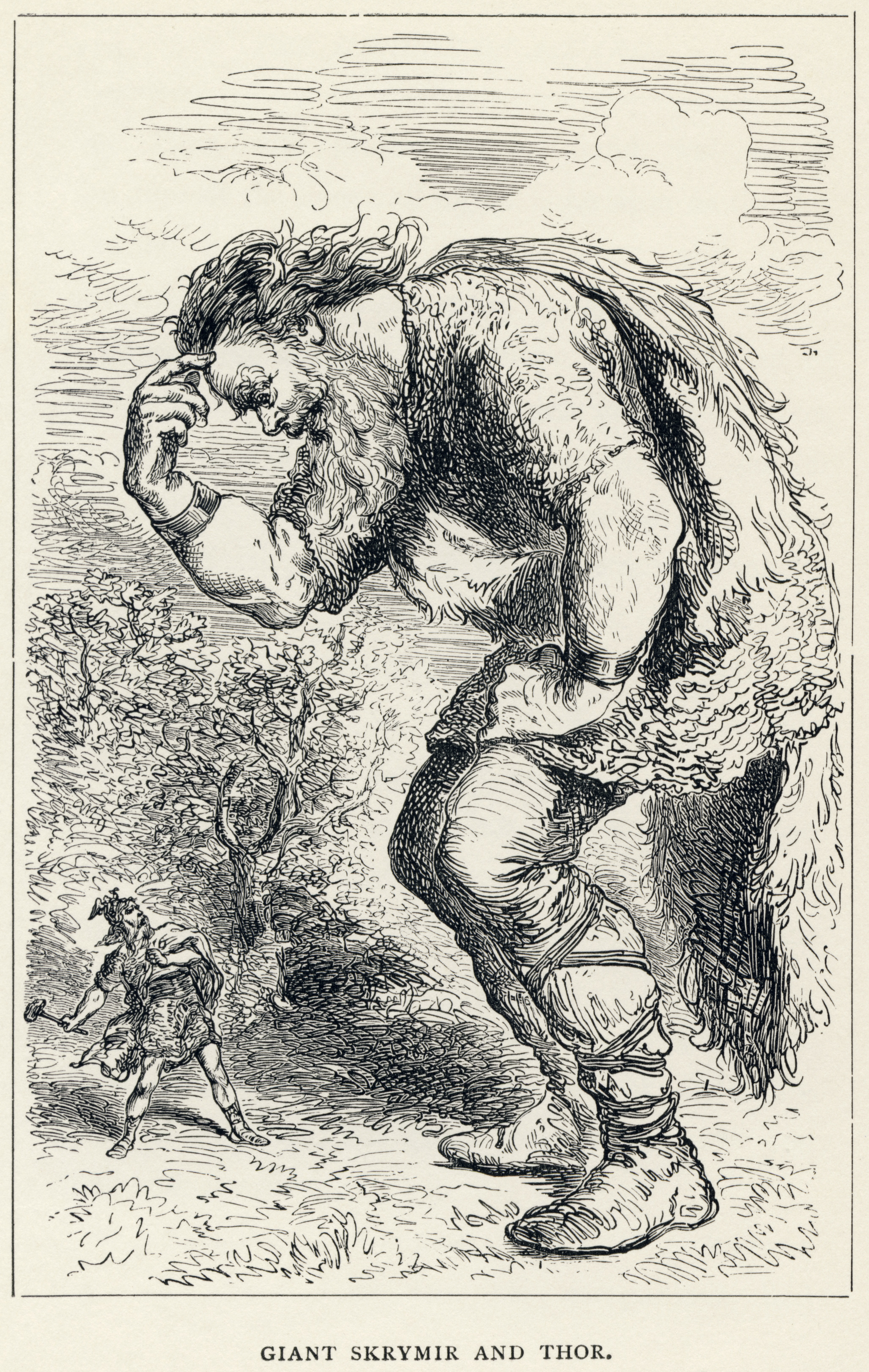
トールとスクリューミルが出会う場面。

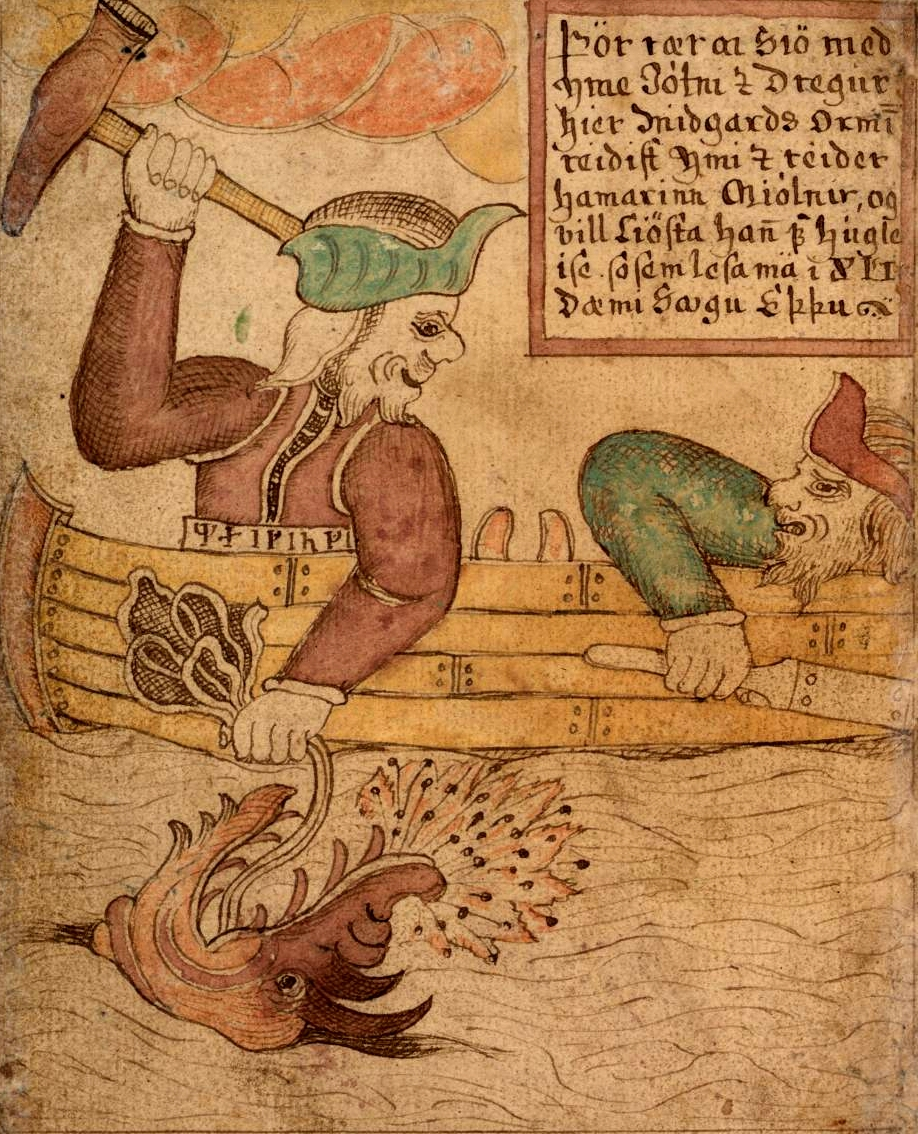
18世紀の写本『SÁM 66』に描かれた、トールがヨルムンガンドを釣り上げる場面。ヒュミルの手に釣り糸を切るナイフが見える。

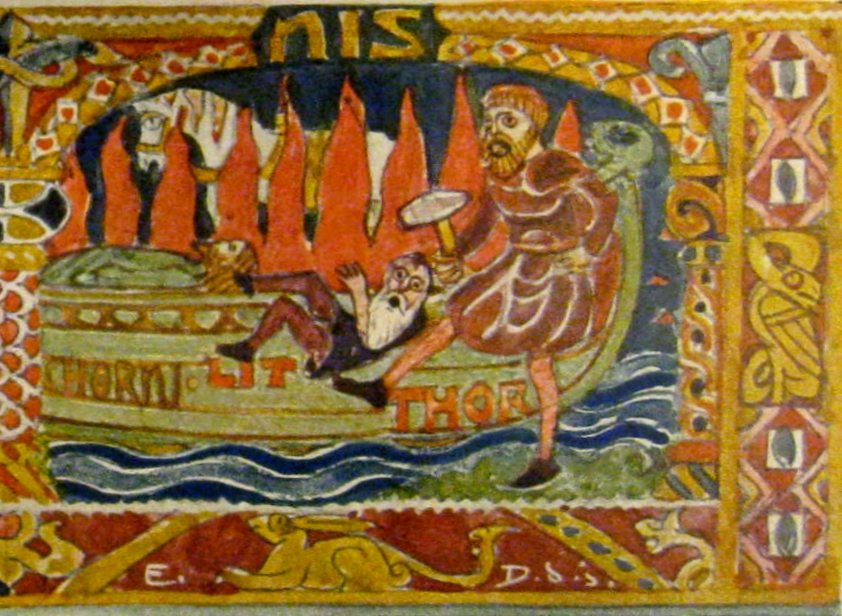
リトを火の中に蹴り入れるトール。エミール・デープラーによる（1905年）。

『スノッリのエッダ』第一部『ギュルヴィたぶらかし』第42章では、神々に作られて間もないミズガルズを巨人から守るための砦を作った鍛冶屋の正体が山の巨人と知り、鍛冶屋をミョルニルで倒すエピソードが語られる。神々と鍛冶屋は、フレイヤと太陽と月を砦の報酬にと約束していたが、破られることとなった。
同第44-47章によると、巨人ウートガルザ・ロキの宮廷に招かれた時は魔術にはまってしまった。まず宮廷に着く前に巨人スクリューミル（実はウートガルザ・ロキが変身した姿）と出会い、食糧の入った袋を開けられなくされ、スクリューミルの手袋を小屋と思わされてそこで休息した。さらに宮廷で行われた飲み比べで杯（実は大海とつながっている）を飲み干せず馬鹿にされる、エリ（en)という老婆（実は「老い」の化身。神といえど寄る年波には勝てない）との相撲に敗れるなど散々な目にあっている。。なお、この時の出来事は『ロキの口論』でロキに蒸し返されている。
同第48章では、『ヒュミルの歌』でも語られている、ヨルムンガンドとの対決が再び語られる。若者の姿となって1人でヒュミルを訪ねたトールは、ヒュミルが船で海に出るのに同行した。ヒュミルの飼う牛のうち最も大きいヒミンフリョートの首を餌にし、ヨルムンガンドをうまく釣り上げたものの、ヨルムンガンドが抵抗し、トールは舟板を破って海底に足が着くほど強く踏ん張り、ヨルムンガンドを引き上げた。トールがミョルニルで大蛇を粉砕しようとした瞬間、この光景に恐れをなしたヒュミルが、餌切りナイフで釣り糸を切った。ヨルムンガンドは海中に逃れ、怒ったトールはヒュミルを殴りつけ船の外に飛ばしたという。
トールの短気ぶりを語るエピソードが同第49章で紹介されている。バルドルと妻ナンナの葬儀の際、遺体を乗せた船が大きすぎて動かせず、女巨人ヒュロッキンが来て勢いよく海に進めたとき、トールは怒ってヒュロッキンを殺そうとしたため神々がとりなした。また、ミョルニルで火葬用の薪を清めていたところに小人リト(en)が飛び出してくると、トールは彼を火の中に蹴って入れてしまった。

#### 詩語法
ロキにとって神々で最も仲が良かったのがトールと推定される。しかし、激情家であるトールはロキの悪戯に対して真っ先に怒りを見せることも多く、『スノッリのエッダ』第二部『詩語法』の伝えるところでは、トールの妻のシヴの自慢の金髪をロキに切られて丸坊主にされた時、トールは怒りのままに彼を追い回した。シヴのものと全く同じ金髪を小人に作らせることをロキに約束させてトールは怒りを収めたが、これが小人の鍛冶勝負に発展し、神々は大切な宝具を手に入れることとなった。それがすなわちミョルニル、ドラウプニル、金のたてがみの猪であり、グングニル、スキーズブラズニルである。また、ウートガルズへのトール遠征時にロキが同行を申し出た際、その理由を聞かれ「トールは頭が鈍いから、（頭の切れる）自分がいたほうが安全」という旨を言っているがトールは怒りを見せず、寝床に使える場所が見つからず野宿になるのかと不安がるロキに対してトールは「フェンリルの親なのにオオカミが怖いのか」と笑う等、堂々と皮肉を言い合えるほどの仲だったという描写も確かに存在している。
『詩語法』では、巨人の中で最強のフルングニルを倒すエピソードも語られている。フルングニルは、トールと共に決闘場所に来たシャールヴィの嘘を真に受けて無防備な状態となった。トールはミョルニルを、フルングニルは武器の砥石を投げつけたが、ミョルニルは砥石を2つに割り、さらに飛んでフルングニルの頭蓋骨を粉砕した。破壊された砥石の一方がトールの頭に刺さり彼は転倒した。そこへ死亡したフルングニルの巨体が倒れて下敷きとなった。動けなくなったトールを助けたのが生後3日目の息子マグニで、トールはフルングニルの駿馬をマグニに与えたという（詳細は「フルングニル」の記事を参照）。
『詩語法』は続いてゲイルロズとその一族をトールが滅ぼした経過を語る。ロキの奸計にはまり、ミョルニルもメギンギョルズも持たずにゲイルロズの館に向かったトールは、途中で女巨人グリーズから、力帯、鉄製の手袋、「グリーズの棒」と呼ばれる杖を借りた。途中、ゲイルロズの娘ギャールプの尿で増水していた川を渡った際、岸に上がるときにナナカマドを掴んだことが、慣用句の「ナナカマドはトールの救い」の由来となったという。ゲイルロズの家に着くと、トールはまずグリーズの杖を利用してギャールプとグレイプの背骨を折った。さらにゲイルロズが投げつけてきた熱せられた鉄の塊を、鉄の手袋で受け止めて投げ返し、柱の陰に隠れたゲイルロズを倒した。なお、後述の詩『トール讃歌』ではトールはゲイルロズの元にシャールヴィを同行させているが、『詩語法』では連れの存在に言及されるもののそれがシャールヴィかははっきりしていない（詳細は「ゲイルロズ」の記事を参照）。
なお、前述のフルングニルとの戦いの際に頭に食い込んだ砥石の欠片がトールにむず痒さ、痛みを与え、苦痛により彼が叫ぶのが雷光となる。トールは嫌でたまらなくなり、巫女グローアを呼び出した。彼女が魔法の歌を歌うと、砥石が抜け落ち始めた。痛みは完全に無くなり、もうすぐ石がなくなるだろうと思っていたトールは、お礼に彼女を喜ばしてやりたくなった。「お前の夫アウルヴァンディルは、生きているんだ。お前は死んでいると思い込んでいるけどね。俺が夫を助け出したのだ。しかも夫はヨトゥンヘイムにいたよ、あそこは危険極まりないからな。まぁそれはいいとして、もうすぐ夫が帰ってくるよ」これを聞いたグローアは喜びのあまり狂喜乱舞し、魔法の歌を忘れてしまった。したがってトールの頭の中には砥石が入ったままになっている。

### ユングリング家のサガ
『ユングリング家のサガ』にもトールの名が見られる。第5章においてトールは、ログ湖（現在のスウェーデン・メーラレン湖）のほとりの古シグトゥーナにあるスルーズヴァンダをオーディンから与えられた。また第7章においては、人々がオーディンやトールをはじめとする首長らを神として崇め、トール（ソール）にあやかった「ソーリル」「ソーラリン」「ステインソール」「ハヴソール」という名前ができたと語られている。

### トール讃歌
詩人エイリーフル・ゴズルーナルソンによるスカルド詩『トール讃歌（ソール頌歌）』においては、トールはシャールヴィと共にゲイルロズの館に行き、一族を倒している。

### デンマーク人の事績
サクソ・グラマティクスが記した歴史書『デンマーク人の事績』では邪神として登場する。ホテルス（ヘズ）と対決したトールはミョルニルで応戦するが、彼の持つ魔剣の前にミョルニルを柄から真っ二つにされる。

## トールの呼称
トールの呼び名としては
- あらゆる神の首領
- 車のトール[25]、戦車を駆る者
- 轟く者
- 広くさすらうもの
- オーディンの子[26]、ユッグ（オーディン）の子[27]、シーズグラニ（オーディン）の子[28]、ヴィーザルの身内[29]
- フィヨルギュンの子[30]、フロージュンの音の聞こえた息子[30]
- シヴの夫[27]、メイリの兄[26]、マグニの父[26]、モージの父[31]、スルーズの父[32]、ウルの父[32]
- ミズガルズの尊い守護者
- 国土の神
- 大地の子[33]
- 人間たちの友[34]
- フロールリジ[27]
- ヴェーオル[34]
- ヴィングトール（「ヴィング」は「（武器を）ふるう者」の意か）[33]
- フローズ（巨人）の敵[35]、女巨人泣かし（殺された巨人の妻が泣くため）[35]、巨人殺し[36]
- 山羊の主人[36]
- ビルスキールニルの侯[32]

などが挙げられる。

## トールの名を持つ著名人
北欧諸国では男性名として定着している。スペルはThorとTorの2種類、カタカナ表記は「トール」か「トル」が多く「ソー」と表記されることは少ない。また「トールの石(Ðórsteinn)」を意味するトルステン(Torsten,Torstein)は北欧諸国とドイツ語圏で、英語に転訛したダスティン(Dustin)も男性名として定着している。
- トル・フースホフト（Thor Hushovd) - ノルウェー出身の自転車プロロードレース選手。名前に引っかけて「雷神」と呼ばれることもある。
- トル・ホグネ・オーロイ（Tor Hushovd) - ノルウェー出身のプロサッカー選手。
- トール・ヘイエルダール（Thor Heyerdahl) - ノルウェー出身の人類学者、探検家。
- トール・ベルシェロン（Tor Harold Perciva）- スウェーデン国籍（イギリス生まれ）の気象学者。
- トール・アウリン（Tor Aulin）- スウェーデン出身の作曲家。
- トール・ヴィルヘルムソン（Thor Vilhjálmsson） - アイスランドの詩人。